# Freddy León
Freddy "El Muelas" León (Bogotá, Colombia; 24 de septiembre de 1970) es un exfutbolista colombiano. Jugaba de delantero. Se destacó por su paso en Millonarios siendo el máximo goleador bogotano en la historia del club con 62 anotaciones (57 por liga y 5 por Copa Libertadores).

## Vida personal
Académicamente Freddy es egresado del SENA.
Su apodo de "El Muelas León" se lo coloco el locutor deportivo Pache Andrade.

## Trayectoria
Muelas León, se destacó por su velocidad haciendo una gran campaña con la Selección de fútbol de Bogotá en los torneos Difutbol entre 1988 y 1990.
Posteriormente debuta a nivel profesional con Millonarios en donde se destacó por ser uno de los jugadores más importantes en la década de 1990 junto a hombres como Ricardo Lunari, Eddy Villarraga, Osman López, Alex Daza, Galapa Domínguez, entre otros.
Entre sus dos etapas con Millonarios se convierte en  el jugadorno que más veces anotó para el club con un total de 63 goles en 222 partidos.
Años más tarde el senador Camargo lo fichó para el Deportes Tolima donde jugó por tres temporadas. Y jugaría sin mayor trascendencia por el Sport Boys de Perú, Deportes Quindio, Atlético Bucaramanga, Cortuluá, Centauros Villavicencio y Expreso Rojo club donde se retira en 2007.
Después de haber dirigido su escuela de formación y la Selección de fútbol de Bogotá; en 2016 por invitación de Norberto Peluffo regresa a Millonarios dirigiendo al equipo sub-14.

## Selección nacional
Con la selección de fútbol de Colombia disputó ocho partidos y no anotó ningún gol.

### Participaciones enCopas América
| Torneo            | Sede    | Resultado    | PJ | GA | Asis |
| ----------------- | ------- | ------------ | -- | -- | ---- |
| Copa América 1995 | Uruguay | Tercer lugar | 2  | 0  | 0    |

## Clubes

### Como jugador
| Club                    | País     | Año       |
| ----------------------- | -------- | --------- |
| Millonarios             | Colombia | 1990-1996 |
| Deportes Tolima         | Colombia | 1997-1998 |
| Sport Boys              | Perú     | 1999      |
| Millonarios             | Colombia | 1999-2000 |
| Chicó F.C.              | Colombia | 2001      |
| Deportes Quindio        | Colombia | 2001-2002 |
| Centauros Villavicencio | Colombia | 2002-2003 |
| Deportivo Pereira       | Colombia | 2003-2004 |
| Atlético Bucaramanga    | Colombia | 2005      |
| Patriotas Boyacá        | Colombia | 2006      |
| Cortuluá                | Colombia | 2006      |
| Expreso Rojo            | Colombia | 2007      |

### Como formador
| Club                              | País     | Temporada |
| --------------------------------- | -------- | --------- |
| Selección Bogotá                  | Colombia | 2013-2015 |
| Divisiones menores de Millonarios | Colombia | 2016-2023 |

## Estadísticas
| Club                   | Div.       | Temporada      | Liga  | Liga  | Copas internacionales | Copas internacionales | Total | Total |
| Club                   | Div.       | Temporada      | Part. | Goles | Part.                 | Goles                 | Part. | Goles |
| ---------------------- | ---------- | -------------- | ----- | ----- | --------------------- | --------------------- | ----- | ----- |
| Millonarios · Colombia | 1.ª        | 1990-95 y 1999 | 212   | 57    | 10                    | 5                     | 222   | 62    |
| Millonarios · Colombia | Total club | Total club     | 212   | 57    | 10                    | 5                     | 222   | 62    |
| Total carrera          |            |                |       |       |                       |                       |       |       |

### Hat-tricks
Partidos en los que anotó tres o más goles:
| 1 | 17 de diciembre de 1995 | Estadio Olímpico El Sol, Sogamoso | Millonarios FC - Atlético Huila |  | 5 - 1 | Campeonato colombiano 1995-96 |

## Palmarés

### Campeonatos nacionales
| Título              | Club                    | País     | Año  |
| ------------------- | ----------------------- | -------- | ---- |
| Categoría Primera B | Centauros Villavicencio | Colombia | 2002 |